# Helene J. Kantor
Helene J. Kantor (Chicago, 15 de julho de 1919 –  13 de janeiro de 1993) foi uma arqueóloga do Oriente Próximo e historiadora de arte nas línguas e civilizações do Oriente Próximo do Museu Oriental da Universidade de Chicago, mais conhecida por seu trabalho em Chogha Mish de 1961 até 1978.

## Infância e educação
Kantor nasceu em Chicago em 1919 com miopatia congênita, uma doença neuromuscular rara que limitou sua atividade e acabou com sua carreira. Seu pai, Jacob Robert Kantor, era psicólogo. Ela frequentou a Universidade de Indiana, sendo bacharelada em zoologia e biologia aos 19 anos de idade. Ela obteve seu doutorado em 1945 da Universidade de Chicago.

## Carreira e educação
Em 1944, ainda estudante, Helene publicou um artigo intitulado "The Final Phase of Predynastic Culture, Gerzean or Semainean" no Journal of Near Eastern Studies. Sua obra mais notável, The Aegean and the Orient in the Second Millennium BC, foi publicada em 1947. Essa comparação intercultural demonstrou conexões importantes entre as obras de arte das duas civilizações.
Além de seu trabalho principal em Chogha Mish, província iraniana de Cuzistão, ela também evitou a destruição do sítio arqueológico Chogha Bonut por meio do desenvolvimento moderno, conduzindo-a em investigações por duas temporadas, tanto em 1976/1977, quanto em 1977/1978.

## Honraria e prêmios
- Em 1984, Kantor recebeu o Prêmio Arqueológico Percia Schimmel do Museu de Israel por suas realizações ao longo da vida.
- Em 2004, o Instituto Arqueológico da América a consagrou no Helene J Kantor Memorial Lecture.[4]